# Lapacho medicinal

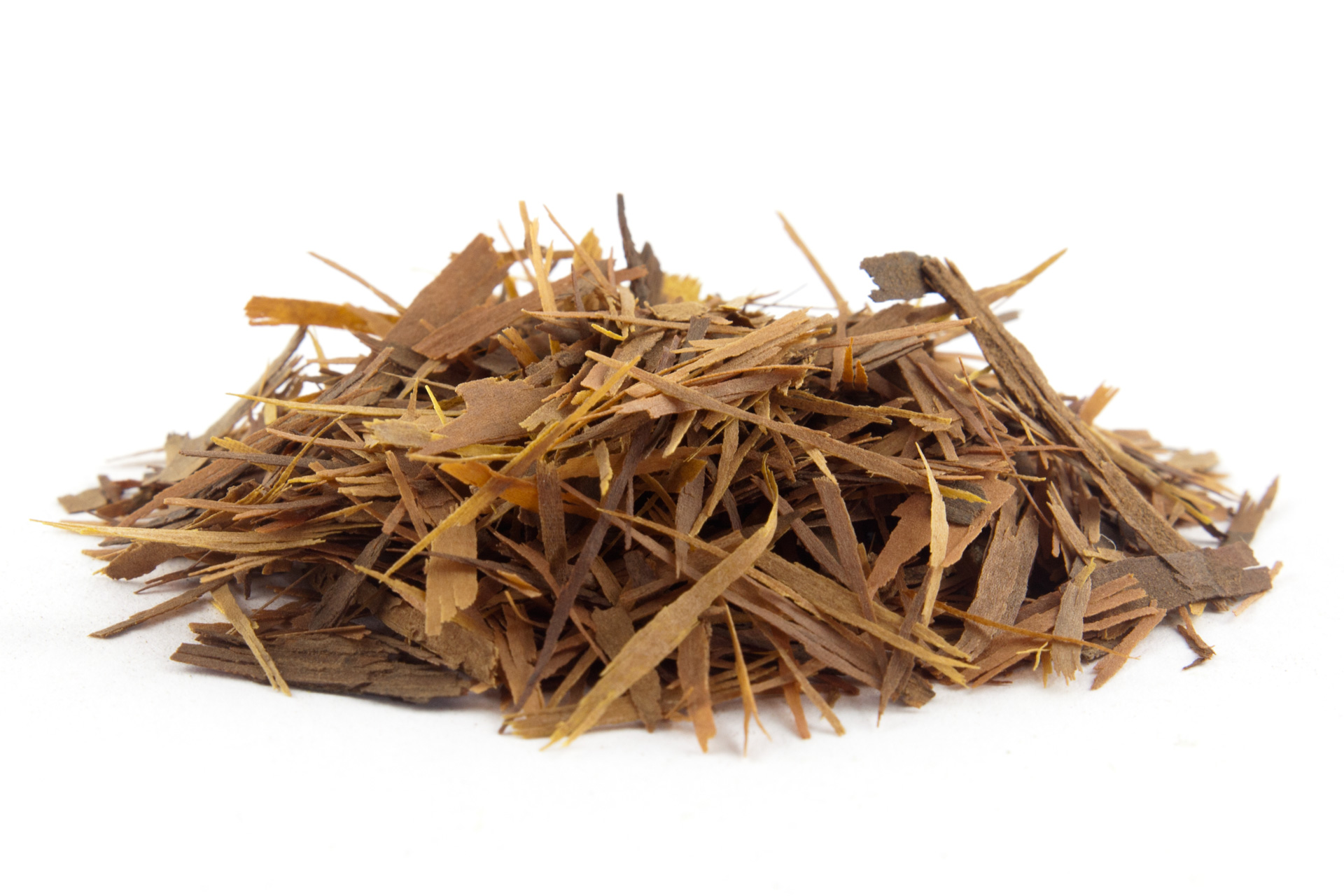
Lapacho

El lapacho o tajibo es una infusión de hierbas elaborada a partir de la corteza interior del árbol del mismo nombre, también conocido como pau d'arco o guayacán y con el nombre científico Handroanthus impetiginosus.
El lapacho se utiliza en la medicina herbal de varios pueblos indígenas de América del Sur y Central para tratar diferentes dolencias, como infecciones, fiebre y molestias estomacales. Se ha descubierto que los ingredientes activos como el lapachol poseen importantes efectos abortivos y de toxicidad reproductiva para las ratas.
Tajibo es el nombre común de la corteza interior del árbol de lapacho rojo o rosa. Este árbol crece en zonas altas y cálidas, principalmente en la zonas andinas de Sudamérica. La corteza interior de color púrpura del lapacho rojo fue una de las principales medicinas utilizadas por la civilización inca y ha sido utilizada durante más de 1000 años por el pueblo kallawaya.
El lapacho es tradicionalmente promovido por los herbolarios como un tratamiento para diferentes aflicciones en humanos, incluyendo algunas veces el cáncer, sin embargo muchos de sus usos aún carecen de respaldo. Según la Sociedad Estadounidense del Cáncer, "la evidencia disponible de estudios controlados y bien diseñados no respalda esta sustancia como un tratamiento eficaz para el cáncer en humanos", y su uso presenta el riesgo de producir efectos secundarios perjudiciales.